# Ironus rotundicaudatus
Ironus rotundicaudatus is een rondwormensoort uit de familie van de Ironidae.